# Tapolylippó
Tapolylippó (1899-ig Lipova, szlovákul: Lipová) község Szlovákiában, az Eperjesi kerület Bártfai járásában.

## Fekvése
Bártfától 19 km-re délkeletre, a Tapoly és az Ondava között fekszik.

## Története
A település a 15. században keletkezett a makovicai uradalom területén, első írásos említése 1567-ből származik. 1600-ban 10 adózó háztartása volt. 1715-ben 8, 1720-ban 5 az adózóinak száma. 1787-ben 138 lakosa volt, akik főként juhtenyésztéssel és bárányhús eladással foglalkoztak. Ezenkívül erdei munkákból és vászonszövésből éltek.
A 18. század végén Vályi András így ír róla: „LIPOVA. Tót falu Sáros Várm. földes Ura Dezsőfi Uraság, lakosai külömbfélék, fekszik Haiszlinhoz nem meszsze, és annak filiája, határjának egy nyomása termékeny, legelője, és mind a’ két féle fája van.”
1828-ban 29 házában 231 lakos élt.
Fényes Elek 1851-ben kiadott geográfiai szótárában így ír a faluról: „Lipova, orosz falu, Sáros vármegyében, Kurimához 1 1/2 órányira: 4 római, 230 görög kath., 4 zsidó lak. F. u. gr. Erdődy, gr. Szirmay. Ut. posta Bártfa 1 1/2 óra.”
A trianoni diktátum előtt Sáros vármegye Bártfai járásához tartozott.
Régi temploma az első világháborúban leégett, 1924-ben újat építettek helyette. A második világháborúban csaknem az egész falu a tűz martaléka lett, csak 3 ház menekült meg.

## Népessége
| Év:            | 1994. | 2004.   | 2014.    | 2024.   |
| -------------- | ----- | ------- | -------- | ------- |
| Emberek száma: | 104   | 94      | 81       | 83      |
| Eltérés:       |       | -9,61 % | -13,82 % | +2,46 % |

| Év:            | 2023. | 2024.   |
| -------------- | ----- | ------- |
| Emberek száma: | 81    | 83      |
| Eltérés:       |       | +2,46 % |

1910-ben 128, túlnyomórészt ruszin lakosa volt.
2001-ben 94 lakosából 85 szlovák és 7 ruszin volt.
2011-ben 84 lakosából 48 szlovák, 21 ruszin és 11 cigány.

## Nevezetességei
- Görögkatolikus temploma 1872-ben épült, ez azonban az első világháborúban leégett, de 1924-ben újjáépítették.